# 根本康大
根本 康大（ねもと やすひろ、本名同じ、1980年1月25日 - ）は、日本の俳優である。東京都出身。えりオフィス所属。身長182cm、体重69kg。

## 人物・略歴
- 1997年、第10回ジュノン・スーパーボーイ・コンテストで準グランプリを受賞。
- 1997年、ASAYAN男子ヴォーカリストオーディション全国BEST20。

## 出演

### CM
- オロナミンC (1995年)
- NTTドコモ東海 (1995年)
- セブン-イレブン (1996年)
- PIXUS (1997年)

### 雑誌
- JUNON
- 男のパーフェクトケア

### ビデオ
- JUNON SUPERBOY 1997 根本　康大（VHS)